# Corea del Norte en los Juegos Paralímpicos de Río de Janeiro 2016
Corea del Norte estuvo representada en los Juegos Paralímpicos de Río de Janeiro 2016 por dos deportistas, un hombre y una mujer. El equipo paralímpico norcoreano no obtuvo ninguna medalla en estos Juegos.